# Eisenbahnmuseum der Pfalz
Das Eisenbahnmuseum der Pfalz, ehemals Pfalzbahnmuseum und Eisenbahnmuseum Neustadt, ist ein Eisenbahnmuseum der Deutschen Gesellschaft für Eisenbahngeschichte. Es befindet sich unmittelbar in einem Lokomotivschuppen des ehemaligen Bahnbetriebswerks Neustadt in Neustadt (Weinstraße) Hauptbahnhof. Seit den 1980er Jahren steht das Museum als wichtiger Zeitzeuge unter Denkmalschutz.

## Ausstellung

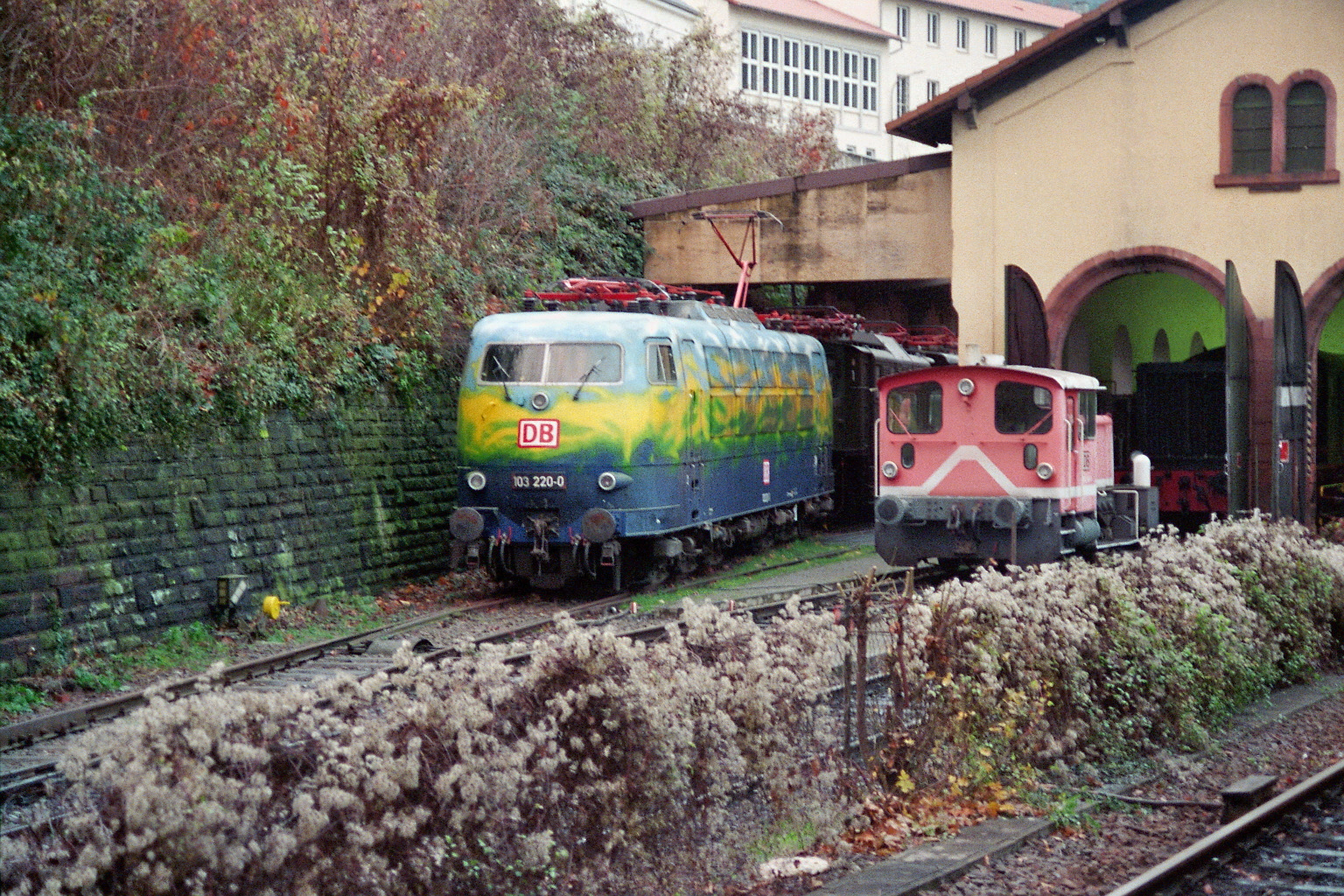
Lokomotiven im Museum, gesehen vom Aufgang der Fußgängerbrücke im Bahnhof Neustadt/Weinstraße

Das Eisenbahnmuseum der Pfalz macht den historischen Lokschuppen der Pfalzbahn aus der unmittelbaren Anfangszeit der Eisenbahnen in der damals bayerischen Pfalz zugänglich. Der Lokschuppen zeigt noch weitgehend den Originalzustand. Außerdem gehören weitere Anlagen des Bahnhofs Neustadt zum Museum.
Der Schwerpunkt des Museums liegt auf Fahrzeugen der ehemaligen Länderbahnen in Süddeutschland. So werden hier die beiden letzten noch im Original erhaltenen Dampflokomotiven aus der Zeit der Pfälzischen Eisenbahnen erhalten, die Pfälzische T 1 „Schaidt“ und eine Pfälzische T 5. Daneben wird der Nachbau der Schnellzuglokomotive Pfalz) aus der Eisenbahnfrühzeit, Bauart Crampton, gezeigt. Fahrzeuge aus der Zeit der Deutschen Reichsbahn sind eine E 17, ein ET 11 und die 18 505. Daneben verfügt das Eisenbahnmuseum der Pfalz noch über eine Reihe von Reisezug- und Güterwagen der ehemals Badischen und Württembergischen Eisenbahnen, sowie der späteren Einheitsbauarten. Zum Bestand gehört ferner eine 1942 gebaute Dampfschneeschleuder.

## Geschichte
Die 1967 gegründete Deutsche Gesellschaft für Eisenbahngeschichte (DGEG) mietete den zum Abriss vorgesehene Lokomotivschuppen nebst Werkstattgebäude des ehemaligen Bahnbetriebswerks Neustadt von der Deutschen Bundesbahn 1972 an, um für das noch nicht voll aufnahmefähige Eisenbahnmuseum Bochum-Dahlhausen vorgesehene Fahrzeugen zeitweise unterzubringen. Die DGEG setzte die Anlage instand, stellte Anfang 1972 die ersten Museumsfahrzeuge ein und belegte den Schuppen voll. Die hinter dem Schuppen liegenden Lagergebäude wurden 1976 abgerissen, dort ein weiteres Gleis mit einer Überdachung hergestellt und so die Nutzfläche für die auf 20 Exponate angewachsene Sammlung erweitert. Als ein dauerhafter Verbleib der Fahrzeuge abzusehen war, wurde 1981 die bis dahin Fahrzeugsammlung Pfalz genannte Einrichtung zum Eisenbahnmuseum Neustadt. Kurz vor der Jahrtausendwende kaufte die DGEG das Gelände der neuen Betriebswerkstätte als Erweiterungsfläche für das Eisenbahnmuseum hinzu.
Der Lokomotivschuppen und das dazugehörige Werkstattgebäude wurden unter Denkmalschutz gestellt.
Der offizielle, aber in den Medien selten verwendete Name des Museums war Pfalzbahnmuseum, während es meist Eisenbahnmuseum Neustadt genannt wurde, bis das Museum 2025 in Eisenbahnmuseum der Pfalz umbenannt wurde.

## Organisation
Aufarbeitung und Wartung, Unterhalt der Gebäude und der Betrieb der angeschlossenen Museumsbahn, des Kuckucksbähnels, werden in ehrenamtlicher Tätigkeit von Vereinsmitgliedern durchgeführt.